# Werther (Westfalia)
Werther (pronunciación en alemán: /ˈveːɐ̯tɐ/ⓘ) es un municipio situado en el distrito de Gütersloh, en el estado federado de Renania del Norte-Westfalia (Alemania), con una población a finales de 2016 de unos 11 365 habitantes. La marca de caramelos Werther's Original debe su nombre a esta localidad.
Se encuentra ubicado al noreste del estado, en la región de Detmold, cerca de la orilla del río Ems y la frontera con el estado de Baja Sajonia.